# Orden, onderscheidingen en medailles van de Russische Federatie
De vele Orden en onderscheidingen van de Sovjet-Unie zijn voor een deel de onderscheidingen van de Russische Federatie. Andere onderscheidingen zijn gebaseerd op de traditie van het tsaristische Rusland van vóór 1917.

## Hoogste eretitels van de Russische Federatie
| Kleinood of medaille | Naam (Nederlands/Russisch)                                                            | Datum waarop de onderscheiding werd ingesteld | Beschrijving                                                                                       |
| -------------------- | ------------------------------------------------------------------------------------- | --------------------------------------------- | -------------------------------------------------------------------------------------------------- |
|                      | Held van de Russische Federatie звание Героя Российской Федерации                     | 20 maart 1992                                 | Voor opvallende moed in dienst van de Russische staat                                              |
|                      | Held van de Arbeid van de Russische Federatie звание Героя Труда Российской Федерации | Ingesteld door Vladimir Poetin in 2013        | Ingesteld om het sociale belang en het prestige van onzelfzuchtige en eerlijke arbeid te vergroten |

## Orden van de Russische Federatie
| Kleinood of medaille       | Naam (Nederlands/Russisch)                                                              | Datum waarop de onderscheiding werd ingesteld                       | Beschrijving |
| -------------------------- | --------------------------------------------------------------------------------------- | ------------------------------------------------------------------- | --- |
|                            | Orde van Sint-Andreas de Eerstgeroepene Орден Святого апостола Андрея Первозванного     | 1 juli 1998 (opnieuw ingesteld)                                     | Opnieuw ingesteld na het afschaffen van de Keizerlijke Ridderorden in 1917. Deze Orde is de hoogste Russische civiele en militaire onderscheiding en wordt voor "bijzondere bijdragen aan de welvaart en de glorie van Rusland" verleend. Het kleinood, de adelaar, wordt aan een keten gedragen. Op de linkerborst wordt een ster gespeld. |
| Ster kleinood              | Orde van Sint-George Орден Святого Георгия                                              | 8 augustus 2000 (opnieuw ingesteld)                                 | Opnieuw ingesteld na het afschaffen van de Keizerlijke Ridderorden in 1917. Deze Orde is de hoogste Russische militaire onderscheiding en wordt voor briljant leiderschap verleend. De Eerste en Tweede Klasse dragen een ster en een kruis aan een lint. De IIIe en IVe Klasse dragen alleen het kruis aan het lint.                       |
| SterKleinood               | Orde van Verdienste voor het Vaderland Орден "За заслуги перед Отечеством"              | 4 maart 1994                                                        | De onderscheiding wordt voor "verdiensten voor de Staat" verleend. |
| Modern versiersel aan lint | Orde van de Heilige Catharina de Grote Martelares Орден Святой великомученицы Екатерины | 3 mei 2012                                                          | Voor bijdragen aan vredeshandhaving, liefdadigheid, huminitaire activiteiten en het bewaren van het cultureel erfgoed. |
|                            | Alexander Nevski-orde Орден Александра Невского                                         | 20 maart 1992 (een aangehouden Sovjet-Orde)                         | Voor 20 jaar dienst bij de overheid maar ook voor allerlei verdiensten |
|                            | Orde van Soevorov Орден Суворова                                                        | 20 maart 1992                                                       | De Orde van Soevoerov is een aangehouden Sovjet-Orde en wordt voor bijzonder verdienstelijk militair leiderschap toegekend |
|                            | Orde van Oesjakov Орден Ушакова                                                         | 20 maart 1992 (een aangehouden Sovjet-Orde)                         | De Orde van Oeshakov is een aangehouden Sovjet-Orde en wordt voor bijzonder verdienstelijk militair leiderschap toegekend |
|                            | Orde van Zjoekov Орден Жукова                                                           | 9 mei 1994                                                          | De orde heeft een enkele graad en werd aan veteranen van de Tweede Wereldoorlog, meestal oude generaals, toegekend. Tot 2010 was het versiersel een op de borst gespelde ster. |
|                            | Orde van Koetoezov Орден Кутузова                                                       | 20 maart 1992 (een aangehouden Sovjet-Orde)                         | De Orde van Koetoezov is een aangehouden Sovjet-Orde en wordt voor verdienstelijk militair leiderschap op allerlei gebied, maar vooral in een defensieve rol tegenover een sterkere vijand, toegekend |
|                            | Orde van Nachimov Орден Нахимова                                                        | 20 maart 1992 (een aangehouden Sovjet-Orde)                         | Verdienste in oorlogstijd, gereserveerd voor de marine |
|                            | Orde voor Dapperheid Орден Мужества                                                     | 2 maart 1994                                                        | Voor "moed en zelfopoffering" |
|                            | Orde voor Militaire Verdienste Орден "За военные заслуги"                               | 2 maart 1994                                                        | Voor tien jaar dienst of bijzondere verdiensten |
|                            | Orde van Verdienste van de Marine Орден "За морские заслуги"                            | 27 februari 2002                                                    | Men verleent de orde voor verdienste op zee en voor bijdragen aan maritiem onderzoek. |
|                            | Orde van de Eer Орден Почета                                                            | 2 maart 1994                                                        | Bijzondere verdienste in het bestuur, de economie, de wetenschap, de cultuur, de sport en liefdadigheid. |
|                            | Orde van Vriendschap Орден Дружбы                                                       | 2 maart 1994                                                        | Het bevorderen van vriendschap en samenwerking tussen de volkeren |
|                            | Orde van de Roem van het Ouderschap Орден «Родительская слава»                          | 13 mei 2008 (een moderne variant op de Sovjet-Orde "Moeder-Heldin") | Verleend voor het succesvol grootbrengen van een gezin met 7 of meer kinderen |

## Onderscheidingstekens van de Russische Federatie
| medaille | Naam (Nederlands/Russisch)                                                           | Datum waarop de onderscheiding werd ingesteld                    | Beschrijving                                                                          |  |
| -------- | ------------------------------------------------------------------------------------ | ---------------------------------------------------------------- | ------------------------------------------------------------------------------------- |  |
|          | Sint-Georgekruis Знак отличия - Георгиевский Крест                                   | 1992 (een herstelde onderscheiding van het Russische Keizerrijk) | Voor officieren en onderofficieren, in vier graden verleend voor moed op het slagveld |  |
|          | Onderscheidingsteken voor Goede Daden Знак отличия "За благодеяние"                  | 3 mei 2012                                                       | Voor charitatief werk                                                                 |  |
|          | Onderscheidingsteken voor Onberispelijke Dienst Знак отличия "За безупречную службу" | 2 maart 1994                                                     | Voor onberispelijke uitoefening van een overheidsfunctie gedurende 25 of 30 jaar      |  |

## Medailles van de Russische Federatie
| medaille | Naam (Nederlands/Russisch)                                                                                            | Datum waarop de onderscheiding werd ingesteld        | Beschrijving |
| -------- | --- | ---------------------------------------------------- | --- |
|          | Medaille voor het dienen van het Moederland Медаль ордена "За заслуги перед Отечеством"                               | 2 maart 1994                                         | |
|          | Medaille voor Moed Медаль "За отвагу"                                                                                 | 2 maart 1994 (een aangehouden Sovjet-Onderscheiding) | Voor officieren en soldaten, verleend voor moed op het slagveld |
|          | Medaille van Soevorov Медаль Суворова                                                                                 | 2 maart 1994                                         | Voor soldaten en jongere officieren van de landmacht, verleend voor moed of uitstekende dienst en het steeds voorbereid zijn voor inzet |
|          | Medaille van Oesjakov Медаль Ушакова                                                                                  | 2 maart 1994                                         | Voor officieren en matrozen in de Russische Marine |
|          | Medaille van Zjoekov Медаль Жукова                                                                                    | 9 mei 1994                                           | Ter herinnering aan de Grote Patriottische Oorlog en ook een onderscheiding voor militairen in actieve dienst |
|          | Medaille van Nesterov Медаль Нестерова                                                                                | 2 maart 1994                                         | Voor soldaten van de luchtmacht, employees van de burgerluchtvaart en luchtvaartindustrie. Verleend voor moed of uitstekende militaire dienst en het steeds voorbereid zijn voor militaire inzet                                                                   |
|          | Medaille van Poesjkin Медаль Пушкина                                                                                  | 9 mei 1999                                           | Een medaille voor verdiensten voor kunst, wetenschap en onderwijs |
|          | Medaille voor de Verdedigers van het Vrije Rusland Медаль "Защитнику свободной России"                                | 2 juli 1992                                          | Een medaille voor de Russen die tijdens de mislukte staatsgreep van 19 tot 21 juni 1991 de democratie verdedigden. In het bijzonder voor de verdedigers van het Witte Huis in Moskou                                                                               |
|          | Medaille voor verdiensten tijdens het bewaken van de Openbare Orde Медаль "За отличие в охране общественного порядка" | 2 maart 1994 (een aangehouden Sovjet-Onderscheiding) | Voor de politie, de medewerkers van het Ministerie van Binnenlandse Zaken, soldaten van de Binnenlandse Strijdkrachten en burgers. Verleend voor moed en opoffering bij het bewaren van de orde, bij de bestrijding van criminaliteit en in vergelijkbare gevallen |
|          | Medaille voor het Verdedigen van de Grenzen Медаль "За отличие в охране государственной границы"                      | 2 maart 1994 (een aangehouden Sovjet-Onderscheiding) | Voor officieren en soldaten van de grenswacht, verleend voor moed bij het bewaken van de grenzen |
|          | Medaille voor het Redden van Stervenden Медаль "За спасение погибавших"                                               | 9 maart 1994                                         | Voor het redden van mensenlevens |
|          | Medaille voor Verdienste in de Landbouw Медаль "За труды по сельскому хозяйству"                                      | 10 maart 2004                                        | Een medaille voor verdienste in de landbouw |
|          | Medaille van Verdienste voor de Ontwikkeling van Spoorwegen Медаль "За развитие железных дорог"                       | 9 juli 2007                                          | Een medaille voor verdienste voor de spoorwegen |
|          | Medaille van verdienste voor kernergie-onderzoek Медаль "За заслуги в освоении атомной энергии"                       | 16 maart 2015                                        | Een medaille voor verdienste voor onderzoekers naar atoomenergie |
|          | Medaille voor Verdienste tijdens het Verkennen van de Kosmos Медаль "За заслуги в освоении космоса"                   | 7 september 2010                                     | Een medaille voor verdienste voor de ruimtevaart |
|          | Medaille van de Roem van het Ouderschap Медаль "Родительская слава"                                                   | 7 september 2010                                     | Voor het succesvol grootbrengen van een groot gezin |

## Eretitels van de Russische Federatie
Volgens het Presidentieel Decreet № 1099 van 7 september 2010 zijn er per 2015 in totaal 61 eretitels.
| Kleinood of medaille | Naam (Nederlands/Russisch)                                                                         | Datum waarop de onderscheiding werd ingesteld | Beschrijving |
| -------------------- | -------------------------------------------------------------------------------------------------- | --------------------------------------------- | --- |
|                      | Piloot-Kosmonaut van de Russische Federatie Летчик-космонавт Российской Федерации                  | 20 maart 1992                                 | Verleend aan alle Russische kosmonauten. |
|                      | Volksartiest van de Russische Federatie Народный артист Российской Федерации                       | 30 december 1995                              | Artiesten die belangrijk zijn en uitzonderlijke prestaties hebben geleverd op het gebied van schilderkunst, beeldhouwkunst, grafiek, architectuur, decoratieve kunst, ambachten, muziek, toneel, film of televisie. |
|                      | Geëerd Kunstenaar van de Russische Federatie Заслуженный артист Российской Федерации               | 30 december 1995                              | |
|                      | Geëerd Militair Piloot van de Russische Federatie Заслуженный военный штурман Российской Федерации |                                               | Voor het aanleren van bijzondere en gecompliceerde technieken en het langdurig vliegen zonder problemen. |

## Herinneringsmedailles die tot 2010 staatsonderscheiding waren
Deze medailles worden sinds het Presidentieel Decreet № 1099 van 7 september 2010 niet tot de officiële onderscheidingen van de Russische Federatie gerekend. De onderstaande medailles werden door de Russische Federatie bij wet of decreet ingesteld. Ze werden als herinneringsmedailles uitgereikt en ze worden ook naast de officiële orden, onderscheidingen en medailles gedragen.
| Medaille | Naam (Nederlands/Russisch) | Datum waarop de onderscheiding werd ingesteld | Beschrijving                                                                     |
| -------- | --- | --------------------------------------------- | -------------------------------------------------------------------------------- |
|          | Medaille voor de 50e Verjaardag van de Overwinning in de Grote Patriottische Oorlog Юбилейная медаль «50 лет Победы в Великой Отечественной войне 1941—1945 гг.» | 7 juli 1993                                   | −                                                                                |
|          | Medaille voor de 60e Verjaardag van de Overwinning in de Grote Patriottische Oorlog Юбилейная медаль «60 лет Победы в Великой Отечественной войне 1941—1945 гг.» | 28 februari 2004                              |                                                                                  |
|          | Medaille voor de 65e Verjaardag van de Overwinning in de Grote Patriottische Oorlog Юбилейная медаль «65 лет Победы в Великой Отечественной войне 1941—1945 гг.» | 4 maart 2009                                  |                                                                                  |
|          | Medaille voor de 300e Verjaardag van de Russische Marine Юбилейная медаль «300 лет Российскому флоту»                                                            | 10 februari 1996                              |                                                                                  |
|          | Medaille voor de 850e Verjaardag van Moskou Медаль «В память 850-летия Москвы»                                                                                   | 26 februari 1997                              |                                                                                  |
|          | Medaille voor de 100e Verjaardag van de Trans-Siberische Spoorweg Юбилейная медаль «100 лет Транссибирской магистрали»                                           | 27 juli 2001                                  |                                                                                  |
|          | <center">Medaille voor Verdienste tijdens de Al-Russische Volkstelling Медаль «За заслуги в проведении Всероссийской переписи населения»                         | 7 september 2010                              | Een onderscheiding voor verdienste in verband met de "Al-Russische" volkstelling |
|          | Medaille voor de 300e Verjaardag van Sint-Petersburg Медаль «В память 300-летия Санкт-Петербурга»                                                                | 19 februari 2003                              |                                                                                  |
|          | Medaille voor de 1000e Verjaardag van Kazan Медаль «В память 1000-летия Казани»                                                                                  | 30 juli 2005                                  |                                                                                  |

## Herinneringsmedailles
Ook in 2013 is nog een herinneringsmedaille uitgegeven, die daardoor nooit een officiële staatsonderscheiding is geweest, maar wel past in de oude traditie.
| Medaille | Naam (Nederlands/Russisch) | Datum waarop de onderscheiding werd ingesteld | Beschrijving |
| -------- | --- | --------------------------------------------- | ------------ |
|          | Medaille voor de 70e Verjaardag van de Overwinning in de Grote Patriottische Oorlog Юбилейная медаль «70 лет Победы в Великой Отечественной войне 1941—1945 гг.» | 21 december 2013                              |              |

## Certificaten van de President van de Russische Federatie
| Onderscheiding    | Naam (Nederlands/Russisch)                                                                                             | Datum waarop de onderscheiding werd ingesteld | Beschrijving |
| ----------------- | --- | --------------------------------------------- | ------------ |
| Certificaat rozet | Erecertificaat van de President van de Russische Federatie Почётная грамота Президента Российской Федерации            | 11 april 2008                                 |              |
|                   | Certificaat van Dankbaarheid van de President van de Russische Federatie Благодарность Президента Российской Федерации | 11 april 2008                                 |              |